# Pomnik Stefana Starzyńskiego w Warszawie (pl. Bankowy)
Pomnik Stefana Starzyńskiego – monument znajdujący się na placu Bankowym w Warszawie
Jest jednym z dwóch stołecznych monumentów upamiętniających Stefana Starzyńskiego.

## Opis
Monument został ustawiony po wschodniej stronie placu Bankowego, na chodniku przed Błękitnym Wieżowcem. Odsłonięcie pomnika odbyło się 10 listopada 1993, w setną rocznicę urodzin prezydenta.  Monument jest dziełem rzeźbiarza Andrzeja Renesa. 
Pomnik został odlany z brązu i ustawiony na granitowym cokole. W zamierzeniu autora miał przedstawiać Starzyńskiego jako charyzmatycznego wizjonera. Prezydent wyłania się z mapy przedwojennej Warszawy i zamaszystym gestem wskazuje w kierunku Mokotowa. W ocenie krytyków, z powodu zachwiania proporcji w samej kompozycji monumentu oraz jego lokalizacji, zamierzenie artysty nie powiodło się. Również twarz i szczupła sylwetka postaci przedstawionej na pomniku nie przypominają Starzyńskiego.